# Ali Wjatscheslaw Sergejewitsch Polossin

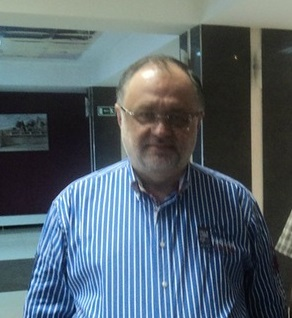
Ali Wjatscheslaw Polossin

Ali Wjatscheslaw Sergejewitsch Polossin (russisch Али Вячеслав Сергеевич Полосин, englisch Vyacheslav Polosin; geb. 1956 in Moskau) ist ein russischer Wissenschaftler und Politiker sowie eine prominente Persönlichkeit des Islams in Russland, der als Experte des muslimisch-christlichen Dialogs gilt. Er ist ehemaliger russisch-orthodoxer Priester. Von 1990 bis 1993 war er Abgeordneter der Duma.

## Leben
Polossin schloss im Jahr 1978 ein Soziologiestudium an der Philosophischen Fakultät der Staatlichen Lomonossow-Universität Moskau. Seine Abschlussarbeit behandelte das Thema „Kritik an Max Webers Konzept des Geistes des Kapitalismus“. 1993 absolvierte er die Diplomatische Akademie des Außenministeriums der Russischen Föderation.
Von 1998 bis 2001 war Polossin Mitglied des Sachverständigenrates für die staatliche Inspektion der Religionen beim Justizministerium Russlands.
Er ist ein ehemaliger Erzpriester (protoiereus) der Russisch-Orthodoxen Kirche (Kaluga), der 1999 zum Islam übertrat und den Namen Ali annahm. Polossin ist ein Mitglied des Expertenrates beim Russischen Muftirat und Mitglied des Stiftungsrates des russischen Islam-Fonds.
Er zählt zu den Unterstützern des durch Scheich Yusuf al-Qaradawi – den Präsidenten der Internationalen Union Muslimischer Gelehrter und Mitgründer und Vorsitzenden des Europäischen Rates für Fatwa und Forschung (ECFR) – bekannten Wasaṭīya-Konzeptes, eines „Islam der Mitte, jenseits von Extremismus und Fanatismus“.
Polossin ist seit 2011 Direktor für interreligiösen Dialog des Moskauer al-Wasatiya-Zentrums («Аль-Васатыйя»), russischer Ableger des International al-Wasatiya Center in Kuwait. Er ist Autor mehrerer Bücher über Vergleichende Theologie. Derzeit ist er Berater von Rawil Ismagilowitsch Gainutdin, dem Vorsitzenden des Rates der Muftis Russlands und der Geistlichen Verwaltung der Muslime der Russischen Föderation.